# Deleng Kukusen
Deleng Kukusen is een bestuurslaag in het regentschap Aceh Tenggara van de provincie Atjeh, Indonesië. Deleng Kukusen telt 314 inwoners (volkstelling 2010).